# Elpidit
Elpidit ist ein eher selten vorkommendes Mineral der Mineralklasse der „Silikate und Germanate“ mit der chemischen Zusammensetzung Na2Zr[Si6O15]·3H2O und damit chemisch gesehen ein wasserhaltiges Natrium-Zirconium-Silikat. Strukturell gehört Elpidit zu den Ketten- und Bandsilikaten.
Elpidit kristallisiert im orthorhombischen Kristallsystem und entwickelt prismatische bis säulige Kristalle, die bis zu 30 cm Größe erreichen können. Zudem kann er faserig oder massiv auftreten. In reiner Form ist Elpidit farblos und durchsichtig. Durch vielfache Lichtbrechung aufgrund von Gitterfehlern oder polykristalliner Ausbildung kann er aber auch durchscheinend weiß sein und durch Fremdbeimengungen eine gelbliche, hell- bis dunkelorange, bräunliche, beige oder grüne Farbe annehmen.
Mit einer Mohshärte von 5 gehört Elpidit zu den mittelharten Mineralen.

## Etymologie und Geschichte
Das Mineral wurde von Gustaf Lindström im Jahr 1894 auf Grönland entdeckt. Er benannte es nach dem griechischen Wort für Hoffnung (altgr.: ἐλπίς, -ίδος f, neugr.: ελπίδα). Im Jahr 1964 untersuchten Nina Nikolajewna Neronowa und Nikolai Wassiljewitsch Below das Mineral auf seine Kristallstruktur. Sie stellten eine orthorhombische Struktur fest. Sie kamen dabei zu den Gitterparametern a = 7,4 Å, b = 14,4 Å und c = 7,05 sowie 2 Formeleinheiten pro Elementarzelle. Im Jahre 1973 wurden diese Gitterparameter von den Forschern E. Cannillo, G. Rossi und L. Ungaretti korrigiert, auf a = 7,14 Å, b = 14,68 Å und c = 14,28 Å sowie 4 Formeleinheiten pro Elementarzelle.
Das Typmaterial des Minerals wird im Muséum national d’histoire naturelle (MHN) in Paris unter der Inventarnummer 100791 (CT) aufbewahrt.
Da der Elpidit bereits lange vor der Gründung der International Mineralogical Association (IMA) bekannt und als eigenständige Mineralart anerkannt war, wurde dies von ihrer Commission on New Minerals, Nomenclature and Classification (CNMNC) übernommen und bezeichnet den Elpidit als sogenanntes „grandfathered“ (G) Mineral. Die seit 2021 ebenfalls von der IMA/CNMNC anerkannte Kurzbezeichnung (auch Mineral-Symbol) von Elpidit lautet „Epd“.

## Klassifikation
In der veralteten 8. Auflage der Mineralsystematik nach Strunz gehörte der Elpidit zur Mineralklasse der „Silikate“ und dort zur Abteilung „Kettensilikate und Bandsilikate (Inosilikate)“, wo er als einziger Vertreter in der Gruppe „Elpidit“ mit der Systemnummer VIII/D.12 steht.
In der zuletzt 2018 überarbeiteten Lapis-Systematik nach Stefan Weiß, die formal auf der alten Systematik von Karl Hugo Strunz in der 8. Auflage basiert, erhielt das Mineral die System- und Mineralnummer VIII/F.23-010. Dies entspricht ebenfalls der Abteilung „Ketten- und Bandsilikate“, wo Elpidit zusammen mit Hydroterskit, Terskit und Yusupovit eine unbenannte Gruppe mit der Systemnummer VIII/F.23 bildet.
Auch die von der International Mineralogical Association (IMA) zuletzt 2009 aktualisierte 9. Auflage der Strunz’schen Mineralsystematik ordnet den Elpidit in die Abteilung „Ketten- und Bandsilikate (Inosilikate)“ ein. Diese ist allerdings weiter unterteilt nach der Struktur der Silikatketten. Das Mineral ist hiher entsprechend seinem Aufbau in der Unterabteilung „Ketten- und Bandsilikate mit 3-periodischen Einfach- und Mehrfachketten“ zu finden, wo es als einziges Mitglied eine unbenannte Gruppe mit der Systemnummer 9.DG.65 bildet.
In der vorwiegend im englischen Sprachraum gebräuchlichen Systematik der Minerale nach Dana hat Elpidit die System- und Mineralnummer 72.05.04.02. Das entspricht ebenfalls der Klasse der „Silikate“ und dort der Abteilung „Schichtsilikate: Zweidimensionale unbegrenzte Lagen mit anderen als sechsgliedrigen Ringen“. Hier findet er sich innerhalb der Unterabteilung „Schichtsilikate: Zweidimensionale unbegrenzte Lagen mit anderen als sechsgliedrigen Ringen: korrodierte und komplexe Lagen“ in der Gruppe „Elpidit/Armstrongit“, in der auch Armstrongit eingeordnet ist.

## Kristallstruktur
Den kristallographischen Analysen durch A. A. Grigor'eva, N. V. Zubkova, I. V. Pekov, Uwe Kolitsch, D. Yu. Pushcharovsky, M. F. Vigasina, G. Giester, T. Dordević, E. Tillmanns und N. V. Chukanov von 2011 zufolge kristallisiert Elpidit orthorhombisch in der Raumgruppe Pbcm (Raumgruppen-Nr. 57) mit den Gitterparametern a = 7,1280 bis 7,1312 Å, b = 14,644 bis 14,6853 Å und c = 14,6349 bis 14,642 Å sowie 4 Formeleinheiten pro Elementarzelle.
Eine weitere Messung ergab ebenfalls eine orthorhombische Symmetrie, jedoch mit anderer Aufstellung in der Raumgruppe Cmce (Raumgruppen-Nr. 64) mit den Gitterparametern a = 14,2999 Å, b = 14,4408 Å und c = 14,7690 Å.

## Eigenschaften
Elpidit ist sehr gut löslich in Flusssäure und etwas löslich in Schwefelsäure.

## Bildung und Fundorte
Von Elpidit sind in etwa 40 Fundorte bekannt.
Die Typlokalität, also die Stelle der Erstbeschreibung, liegt bei Igaliku in der Nähe von Narsaq in Grönland.
Darüber hinaus wurde das Mineral in den kanadischen Provinzen Ontario, Québec und Neufundland und Labrador, in Kasachstan, in Malawi bei der Stadt Zomba und in Marokko in Meknès-Tafilalet gefunden. Das Mineral wurde zudem in der Mongolei in der Wüste Gobi und in Chowd-Aimag, in Norwegen in Oppland und Vestfold, in Portugal auf der autonomen Inselgruppe Azoren, in Russland in Sibirien und Nordwestrussland, im Vereinigten Königreich in Schottland und den US-Bundesstaaten Arkansas, New Mexico, Utah und Washington gefunden.